# Ekvatorialguinea i olympiska sommarspelen 2012
Ekvatorialguinea deltog i olympiska sommarspelen 2012 som ägde rum i London i Storbritannien mellan den 27 juli och den 12 augusti 2012. Ingen av landets deltagare erövrade någon medalj.

## Friidrott
Herrar
| Tävlande        | Gren      | Kval/heat | Kval/heat | Semifinal        | Semifinal        | Final            | Final            |
| Tävlande        | Gren      | Resultat  | Placering | Resultat         | Placering        | Resultat         | Placering        |
| --------------- | --------- | --------- | --------- | ---------------- | ---------------- | ---------------- | ---------------- |
| Benjamín Enzema | 800 meter | 1:57.47   | 7         | Gick inte vidare | Gick inte vidare | Gick inte vidare | Gick inte vidare |

Damer
| Tävlande      | Gren       | Heat/kval | Heat/kval | Semifinal        | Semifinal        | Final            | Final            |
| Tävlande      | Gren       | Resultat  | Placering | Resultat         | Placering        | Resultat         | Placering        |
| ------------- | ---------- | --------- | --------- | ---------------- | ---------------- | ---------------- | ---------------- |
| Bibiana Olama | 100 m häck | 16.18 SB  | 9         | Gick inte vidare | Gick inte vidare | Gick inte vidare | Gick inte vidare |